# 50 Years in Music
50 Years in Music – koncertowe DVD amerykańskiego muzyka Raya Charlesa, wydane w 2005 roku. Materiał na nim zawarty zarejestrowany został podczas koncertu Raya w Pasadenie w Kalifornii w 1991 roku, kilka dni przed jego sześćdziesiątymi urodzinami. Film ukazuje muzyka wykonującego takie standardy jak „What’d I Say”, „Busted”, „Georgia on My Mind” oraz „America the Beautiful”, a także mniej znane „Just for a Thrill” i „Can’t Keep a Good Man Down”. Jednak podczas trwania tegoż koncertu, Charles obecny był na scenie zaledwie kilka razy. Utwory „Your Cheatin’ Heart”, „I Can’t Stop Loving You” oraz „I Got a Woman” wykonane zostały bowiem przez Randy’ego Travisa, Jamesa Ingrama i Michaela McDonalda, których w recenzji 50 Years in Music Amazon.com określił jako dobrych wykonawców, ale „nie równających się z Brother Rayem, na którego tle wypadli blado”. DVD przedstawia również duety muzyka z Willie Nelsonem („Busted”), Stevie Wonderem („Livin’ for the City”) oraz Michaelem Boltonem, który według krytyków „doprowadził do niemalże ruiny” wykonanie „Georgia on My Mind”.

## Lista utworów
1. „What’d I Say”
2. „Hallelujah, I Love Her So”
3. „Livin’ for the City”
4. „Busted”
5. „Never Stop”
6. „Georgia on My Mind”
7. „Your Cheatin’ Heart”
8. „I Can’t Stop Loving You”
9. „I Got a Woman”
10. „Just Ask Me To”
11. „Just for a Thrill”
12. „I Wish I’d Never Loved You at All”
13. „Can’t Keep a Good Man Down”
14. „America the Beautiful” (Bates, Ward)